# Dornier Flugzeugwerke
Dornier Flugzeugwerke va ser una empresa fabricant d'aeronaus alemanya fundada a Friedrichshafen el 1914 per Claude Dornier. En el transcurs de la seva llarga trajectòria, l'empresa va produir molts dissenys tant pel mercat de l'aviació civil com del militar.

## Història

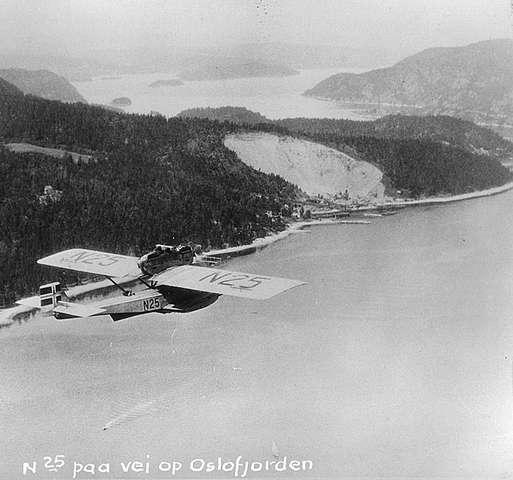
Dornier Wal Volat per Roald Amundsen en el seu primer intent per arribar al Pol Nord.

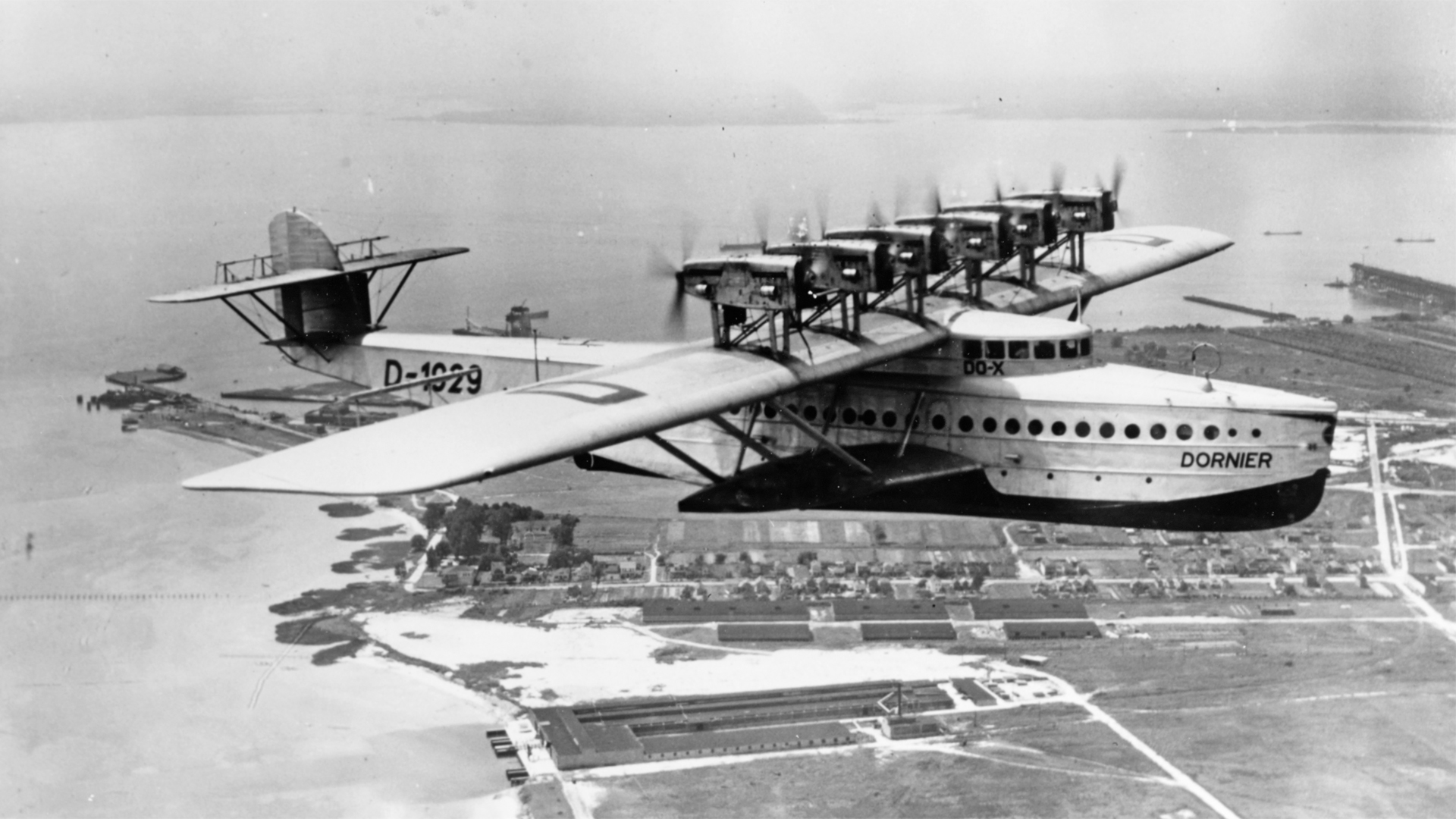
Dornier X - L'aeronau més gran i més pesada de la seva època.

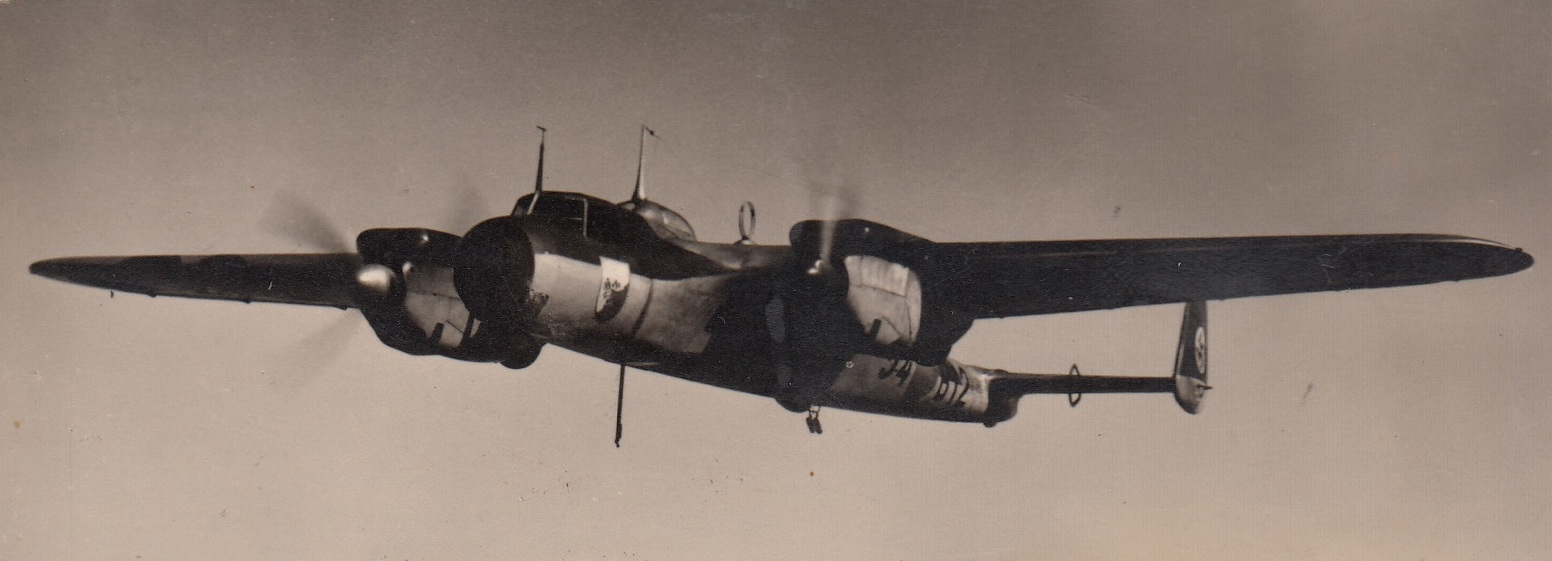
Bombarder Dornier Do 17 "flying pencil"

Inicialment anomenada Dornier Metallbau, Dornier Flugzeugwerke es va fer càrrec de les infraestructures de producció de Flugzeugbau Friedrichshafen quan aquesta va fer fallida l'any 1923.
Dornier va ser molt coneguda entre les dues guerres mundials com a fabricant de grans hidrocanoes metàl·liques com el Dornier Do J Wal de 1924, que va ser utilitzat en molts vols de llarga distància i el Dornier Do X, que va establir un record quant a la seva immensa mida i pes. També va construir un gran nombre de reeixits avions de línia basats en terra com el Komet i el Merkur que van ser utilitzats per Luft Hansa entre d'altres transportistes europeus durant la dècada de 1920 i els inicis dels anys 1930. Dornier va construir els seus avions fora d'Alemanya durant gran part d'aquest període a causa de les restriccions establertes als fabricants d'aeronaus alemanyes en el Tractat de Versailles, principalment a Altenrhein, Suïssa, prop de la fàbrica de Zeppelin. També diverses empreses estrangeres van construir els seus models sota llicència com CMASA i Piaggio a Itàlia, CASA a Espanya, Kawasaki al Japó, i Aviolanda als Països Baixos. Una vegada que el govern Nazi va arribar al poder i va abandonar les restriccions del tractat, Dornier va retornar la seva producció a Alemanya.

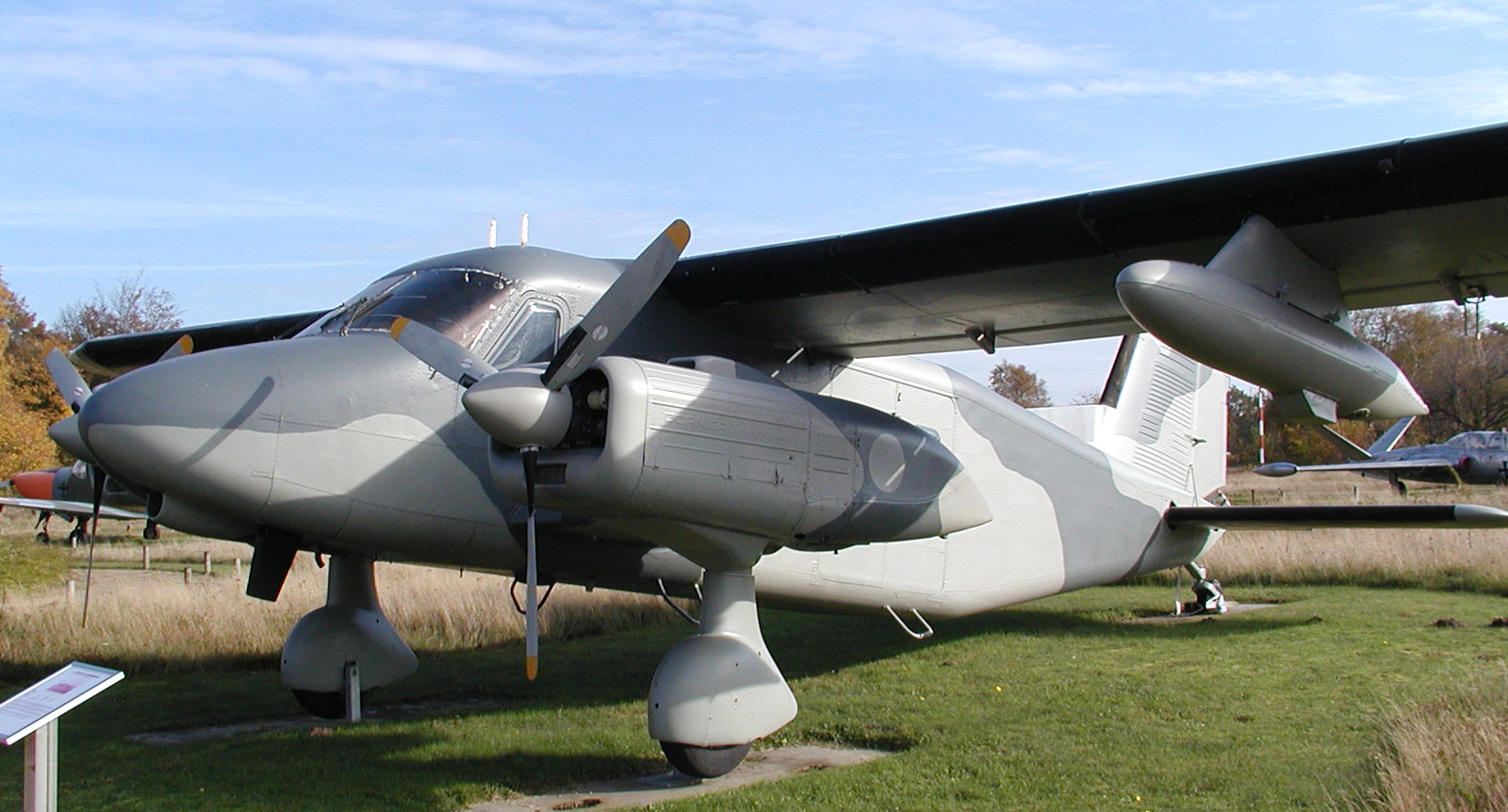
Dornier 28 D-2 Skyservant

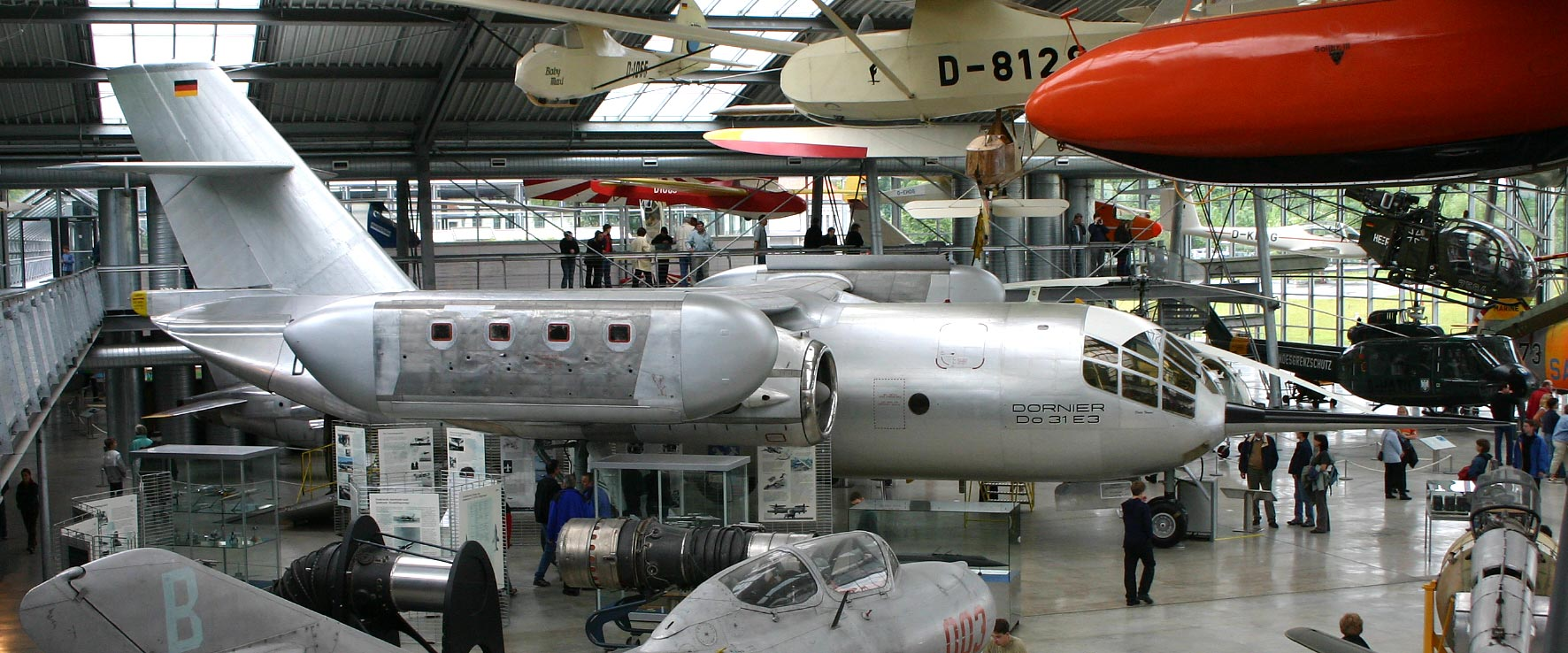
Do 31

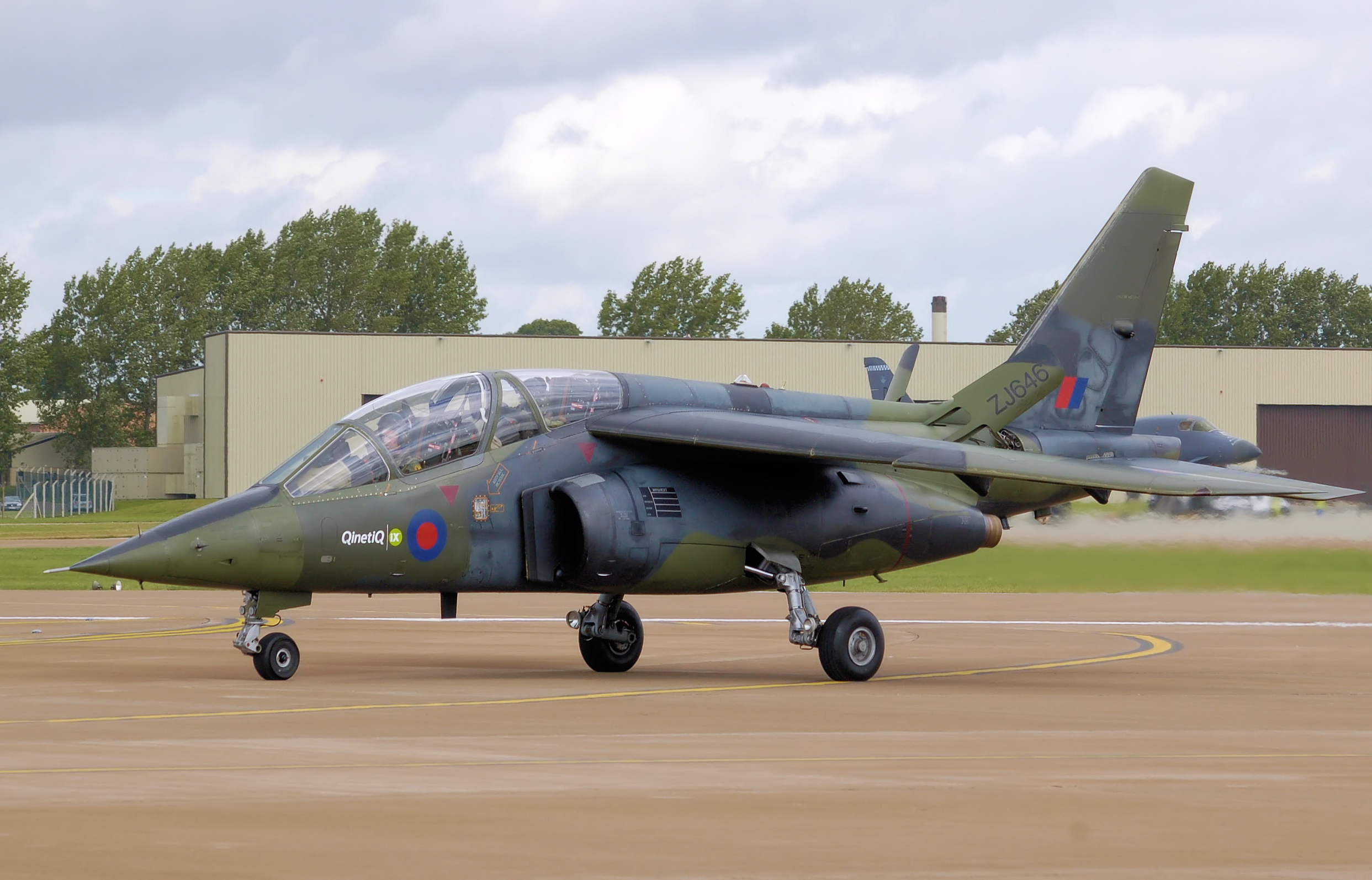
Dassault-Breguet/Dornier Alpha Jet de l'organització de tecnologia de defensa del Regne Unit QinetiQ

L'èxit del Dornier Wal va animar al desenvolupament d'aeronaus més avançades com el Do 18, i el Do 24 que van donar servei a diverses forces armades, incloent l'alemanya, a la Segona Guerra Mundial.
L'aeronau militar més important de Dornier durant la Segona Guerra Mundial va ser el Dornier Do 17 anomenat El Llapis Volador. El seu primer vol va ser l'any 1934 com a avió de correus per Lufthansa però a causa del seu estret buc no va ser viable comercialment i va ser desestimat. Dornier llavors va continuar el desenvolupament com a aeronau militar amb un prototipus de bombarder que va volar per primer cop el 1935. L'any 1937, va ser utilitzat en els bombardejos pro-feixistes de la Legió Còndor alemanya durant la Guerra Civil espanyola. La producció va continuar a Alemanya i aquesta aeronau bimotor va ser readaptada per cobrir moltes funcions per la Luftwaffe. Va ser utilitzat com a bombarder mitjà sobretot durant la primera part de la Segona Guerra Mundial, particularment durant la batalla d'Anglaterra. Posteriorment es va readaptar com a caça nocturn per a contrarestar la ofensiva bombardera de la RAF. Dornier va desenvolupar el Do 217 basant-se en l'aspecte del Do 17 però va resultar un disseny completament nou i més gran. Dornier També va desenvolupar el caça amb motor de pistó més ràpid de la guerra, el bimotor  Do 335, però ho va fer massa tard per entrar en servei.
Després de la Segona Guerra Mundial, la producció d'aeronaus va ser prohibida un altre cop a Alemanya, i Dornier es va reubicar a Espanya i després a Suïssa on l'empresa va proporcionar serveis de consultoria aeronàutica fins que va retornar a Alemanya el 1954. Després de la guerra, Dornier es va re-establir amb els petits reeixits models STOL Do 27 i Do 28. L'any 1974 es va aliar amb la fabricant d'aeronaus francesa Dassault-Breguet per desenvolupar el Alpha Jet. L'avió va ser demanat per ser l'avió d'entrenament estàndard de l'OTAN durant les dècades dels 1970 i 80.
L'any 1983, Hindustan Aeronautics Limited (HAL) va comprar una llicència de producció pel Dornier Do 228 i va fabricar l'aeronau pel mercat asiàtic. Fins al 2013 un total de 117 aeronaus Dornier Do 228 havien estat produïdes per HAL amb plans per construir 20 més durant 2013-14.
El 1985, Dornier va esdevenir membre del grup Daimler-Benz integrant els seus actius aeronàutics amb l'empresa mare. Com a part d'aquesta transacció, Lindauer Dornier GmbH es va escindir, creant una empresa familiar separada, concentrada en el disseny i fabricació de maquinària tèxtil. La resta de l'empresa va ser partida en diverses filials per defensa, satèl·lits, tecnologia mèdica i aeronaus.
L'any 1996, la majoria de Dornier Aircraft va ser adquirida per Fairchild Aircraft, formant Fairchild Dornier. Aquesta empresa va esdevenir insolvent a principis de l'any 2002. La producció del seu Jet 328 va ser adquirida per l'empresa estatunidenca Avcraft. Els grups asiàtics van continuar mostrant interès en la seva versió del 728 l'agost de 2004, però la producció no s'ha reprès. Les altres filials van passar a formar part de EADS; la divisió de tecnologia mèdica va ser venuda a una empresa d'inversió i ara té el nom de Dornier MedTech, que fabrica equipament mèdic, com el Dornier S lithotriptor, HM3, Compact Delta per tractar pedres en el ronyó. Dornier MedTech També fabrica dispositius làser per a una àmplia gamma d'aplicacions.

## Llistat de productes

### Abans de 1933
- Dornier Gs, precursor del Do J Wal destruït per la Comissió de Control Militar Inter-Aliada (1919)
- Dornier Do A Libelle (1921
- Dornier Spatz, versió de terra del Do A (1922)
- Dornier B Merkur, desenvolupament del Do C (1926)
- Dornier C Komet (I 1921, II 1922, III 1926)
- Dornier C 2, 3, 4, caça que no té res a veure amb el Do C Komet, redisseny del Do 10 (C 2 ?, C 3 1931, C 4 1932)
- Dornier D (1929)
- Dornier E (1924)
- Dornier F (1932, redisseny del Do 11, 13, 23)
- Dornier G Grief (prejecte cancel·lat del 1920)
- Dornier H Falke (1922 desenvolupament del Dornier-Zèppelin D.I)
- Dornier I (1923 aeronau de reconeixement bimotor de gran abast)
- Dornier J Wal (1922)
- Dornier K (K 1 1929, K 2 1929, K 3 1931)
- Dornier L Delphin (I 1920, II 1921, III 1927)
- Dornier N, dissenyat per Japó com Kawasaki Ka 87 (1926)
- Dornier O Wal, versió del Do J (1924)
- Dornier P (1930)
- Dornier R.2 i R.4 Superwal (1924)
- Dornier S (1930)
- Dornier T (Komet/Merkur transformat en ambulància aèria)
- Dornier U (variant civil cancel·lada del Do Y)
- Dornier X (1929)
- Dornier Y (1930, redisseny del Do 15)

### 1933-1945
- Dornier 10
- Dornier 11
- Dornier 12
- Dornier 13
- Dornier 14
- Dornier 15
- Dornier 16
- Dornier 17
- Dornier 18
- Dornier 19
- Dornier 20 Projecte
- Dornier 22
- Dornier 23
- Dornier 24
- Dornier 26
- Dornier 29 (1934)
- Dornier 212
- Dornier 214 Projecte
- Dornier 215
- Dornier 216 Projecte
- Dornier 217
- Dornier 247 Projecte
- Dornier 317
- Dornier 335
- Dornier 635
- Dornier P 256

### 1945-present
- Dornier 25 Prototipus del Do 27
- Dornier 27
- Dornier 28 - desenvolupament del Do 27
- Dornier 29
- Dornier 31
- Dornier 32
- Dornier 128
- Dornier 132
- Dornier 228 - desenvolupament del Do 28
- Dornier 231
- Dassault/Dornier Jet d'alfa
- Dornier 328
- Fairchild Dornier 328JET
- Fairchild Dornier 428JET
- Fairchild Dornier 728
- Dornier Aerodyne
- Dornier Seawings Seastar
- Dornier S-Ray 007

## Projectes d'Automòbil
- Dornier Delta

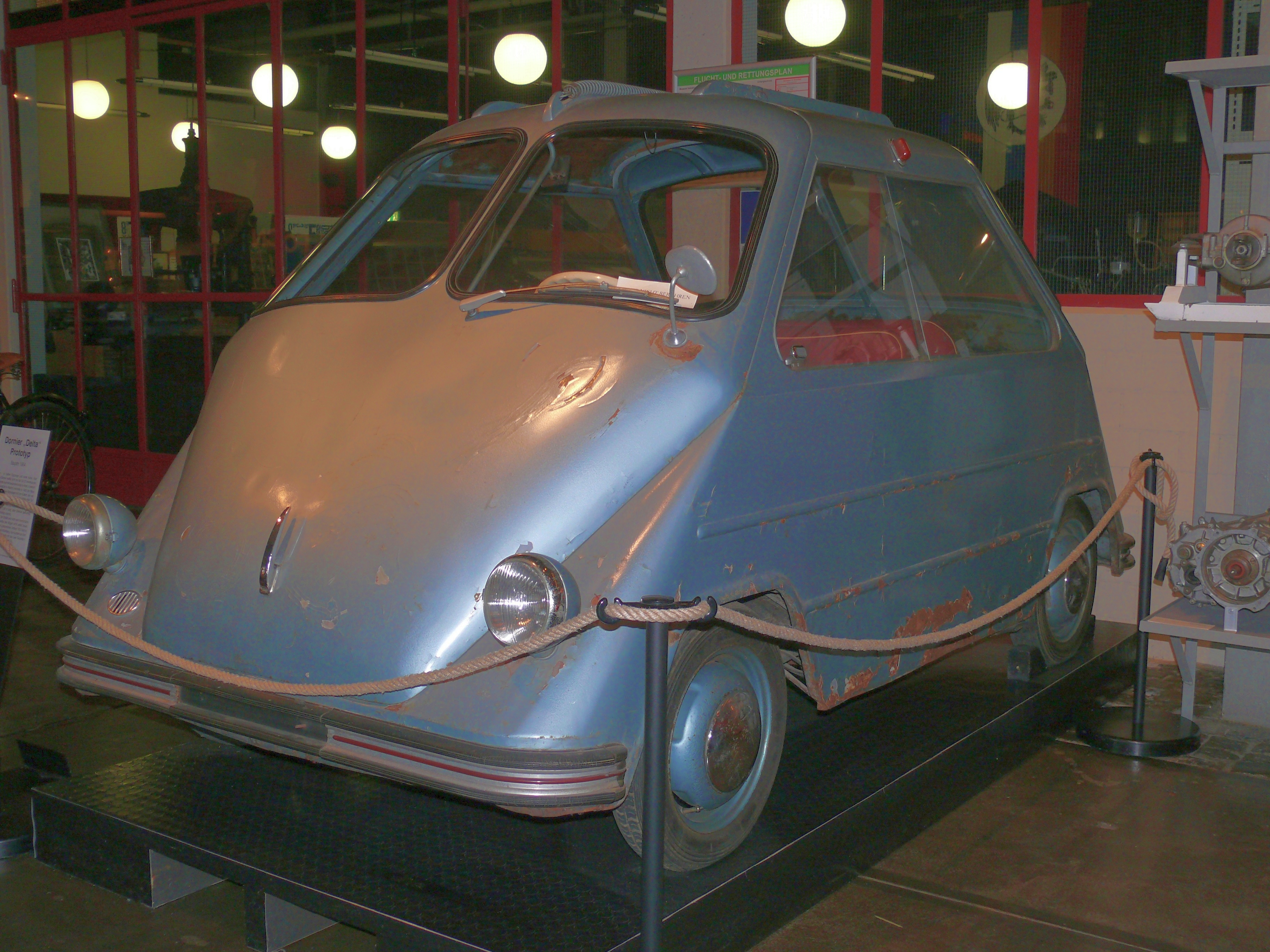
Dornier Delta

- Dornier Delta II, desenvolupat per Hymer

## Faint Object Camera (FOC)

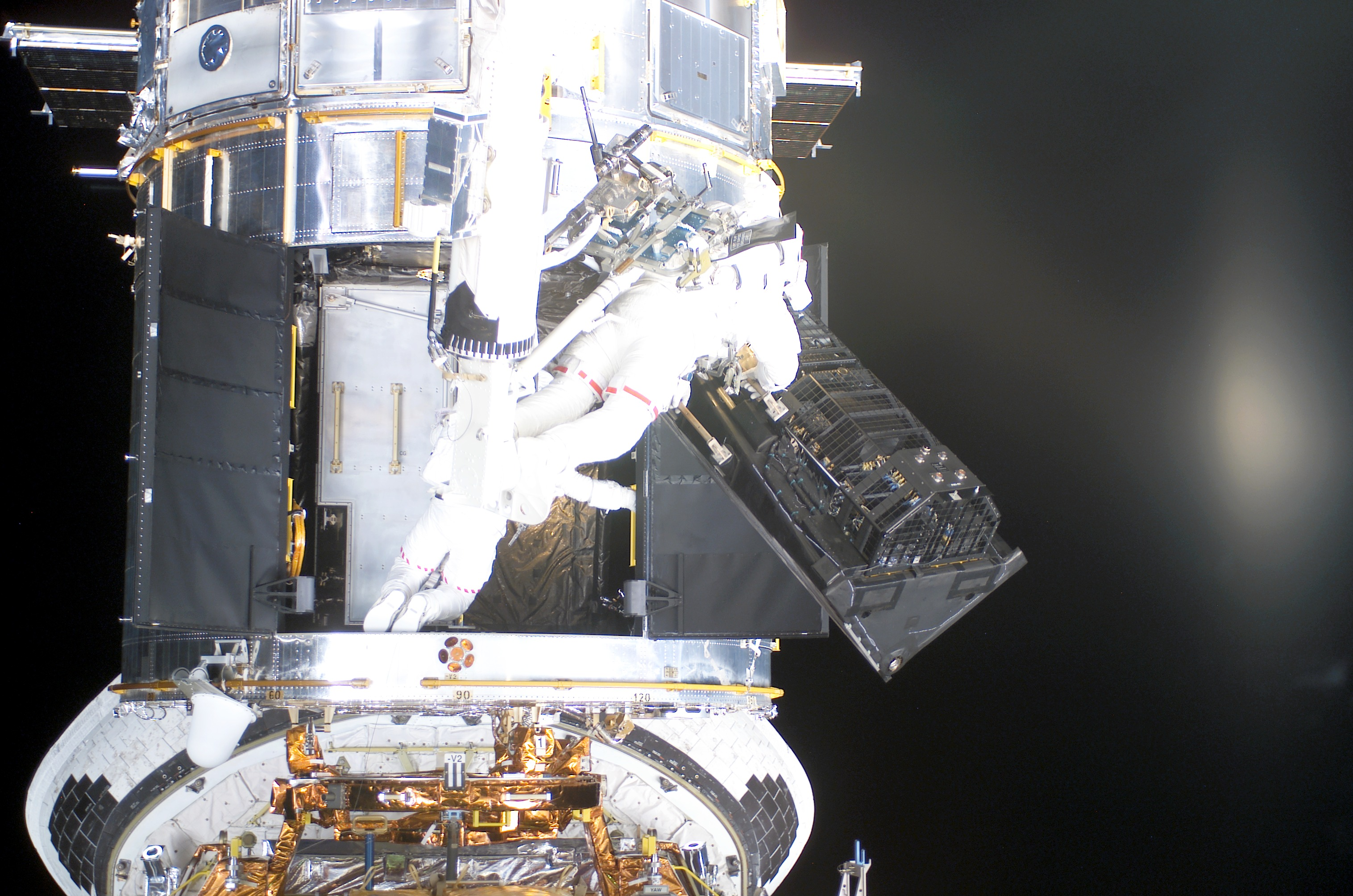
Astronautes de la NASA de la missió del Transbordador espacial STS-109 treuen la FOC durant una EVA

Dornier GmbH va construir la Faint Object Camera pel Telescopi espacial Hubble, utilitzat entre el 1990 i el 2002. L'ESA va finançar la unitat, que de fet consisteix en dos sistemes de càmera completa independents dissenyats per proporcionar una resolució extremadament alta, superant 0.05 arcsegons. Va ser l'últim instrument original en el Hubble quan va ser reemplaçat per la Advanced Camera for Surveys (ACS) l'any 2002.

## Projectes de míssil
- Dornier Viper

## Nau espacial
- AMC-5 (satèl·lit)
- Projecte 621 (coet)